# 6. vonósnégyes (Bartók)
A VI. vonósnégyes (Sz. 114, BB 119) Bartók Bélától 1939 augusztus-november között készült Budapesten.
Bartók utolsó Magyarországon befejezett műve, a VI. vonósnégyes komponálását Paul Sacher karmester vendégeként 1939-ben a svájci Saanen-ben kezdte el eredetileg Székely Zoltán felkérésére, aki a Magyar Vonósnégyessel az V. vonósnégyes magyarországi bemutatóján játszott. A II. világháború kitörésekor Bartók visszautazott Magyarországra és itt fejezte be a művet, majd édesanyja halála után úgy döntött családjával elhagyja a kontinenst és az USA-ba emigrált. A háborús nehézségek miatt a kommunikáció megszakadt Bartók és Székely között, Bartók végül a Kolisch Quartetnek dedikálta a művet, így a premier az ő előadásukban a Town Hall-ban 1941. január 20-án volt New York City-ben.
Ez Bartók utolsó vonósnégyese, bár feljegyzéseiből kiderült, tervezett egy következő vonósnégyest is.
Ugyanebben az évben a Boosey & Hawkes kiadó adta ki a művet.
A VI. vonósnégyes négy tételes, a tételek a következők:
1. Mesto – Più Mosso, pesante  – Vivace
2. Mesto – Marcia
3. Mesto – Burletta
4. Moderato, Mesto

Mindegyik tétel szomorúan (mesto) nyit. Ez mindegyikben ugyanaz, bár a tételek számának emelkedésével egyre hosszabb és bonyolultabb lesz. A negyedik tétel már végig csak erről szól.

## Tételek

### Mesto – Vivace
Ebben a művében Bartók már nem hídformában alkot, hanem egy ritornell-szerűen vissza-visszatérő dallam útján teremt kapcsolatot a négy tétel között. Ez a ritornell-szerű monológ (Mesto) mottószerűen hangzik fel a mű elején, majd minden további tétel előtt ismét halljuk.
A ritornell után kezdődik tulajdonképpen a Vivace tempójú első tétel. Ebben motivikus munkával elemeire bontott főtéma és magyar népdal intonációjú melléktéma alkotja a szonátaforma anyagát.

### Mesto – Marcia
A második tétel elején a mottó – amely az első tétel előtt a brácsa szólóján hangzott fel – a csellón szólal meg, de most már nem egymagában: a két hegedű és brácsa homofon együttese képez hozzá ellenszólamot. Az Induló című főtétel mindvégig lendületesen ritmizált scherzo formában szerkesztett darab, ellentétes karakterű trió-középrésszel.

### Mesto – Burletta
Hasonló felépítésű a groteszk hangzású Burletta is – amely előtt a mottó ezúttal imitációs szerkesztésben hangzik fel a két hegedű és brácsa felülről lefelé irányuló szólam-egymásutánjában. A Burletta a keserű irónia vidámságával játssza meg a táncos gondtalanságot, trió szakaszának nemes költészete azonban már nem tréfál, hanem őszinte áhítatot sugallva idézi fel újból az első tétel tematikáját.

### Mesto – Molto tranquillo
A zárótétel magából a ritornell-témából szélesedik önálló formává mintegy konklúzióként rekesztve be az egész kvartettet; a befejezésnél motivikus elemeire hullik szét és pianissimóban hal el. (Bartók feljegyzéseiből kitűnik, eredetileg egy népi tánczenét tervezett a végére.)

## Autográf anyagok
- Vázlatok: témafeljegyzések (vö. BB 118).
- Partitúra-fogalmazvány, vázlatok az 1. és 9. oldalon; a tervezett gyors zárótétel: 17–19. pp. (Bartók Péter gyűjteménye: 79FSS1)
- Autográf lichtpaus tisztázat, utólagos javításokkal (Bartók Péter gyűjteménye: 79FSFC1)
- Javított lichtpaus másolatok:

1. A Boosey & Hawkes 8437 elsőkiadás (1941) metszőpéldánya (Bartók Péter gyűjteménye: 79FSFC2)
2. Másik lichtpaus másolat (Bartók Archívum, Budapest: 5660)
3. Egy másolat R. Kolisch bejegyzéseivel (magángyűjtemény, fotokópia: Bartók Archívum, Budapest)

- Javított korrektúralevonatok (Bartók Péter gyűjteménye: 79FSFC3, illetve magángyűjteményben).